# Кремсмюнстерское аббатство
Кремсмюнстерское аббатство (нем. Stift Kremsmünster) — бенедиктинский монастырь, расположенный в городке Кремсмюнстер в Верхней Австрии.

## История
Согласно сообщению первого летописца Кремсмюнстерского аббатства Берхтольда (ум. 1326), оно основано было в 777 году герцогом Баварии Тассиллоном III. Согласно легенде, монастырь был основан на месте, где сын Тасиллона Гюнтер был атакован диким кабаном во время охоты и убит.
Первое монашее поселение было образовано выходцами из Нижней Баварии под начальством Фатерика, первого настоятеля. Вновь образованный монастырь получал щедрые подношения как от Тасиллона, так и от его последователей (Карла Великого и других). Статус монастыря был настолько высок, что в отсутствии епископа епархии Пассау его настоятели исполняли епископские обряды.
В первой половине X века аббатство было разрушено в результате набега венгров. Его владения были поделены между герцогом Баварским и другими феодалами. Монастырь был восстановлен в 1040 году при императоре Генрихе II, когда настоятелем монастыря стал Святой Готард. В 1082 году пострадавшие от пожара монастырские здания были восстановлены и освящены епископом Пассау Альтманом. На протяжении нескольких последующих столетий аббатство сделалось крупным центром просвещения, располагавшим внушительной библиотекой и скрипторием, в котором активно переписывались книги.
Даже после Реформации Кремсмюнстерское аббатство процветало. Аббат Грегор Ленхер (1543—1558) в середине XVI века сохранил аббатство оплотом католицизма в округе, хотя вокруг преобладали протестантские доктрины. 

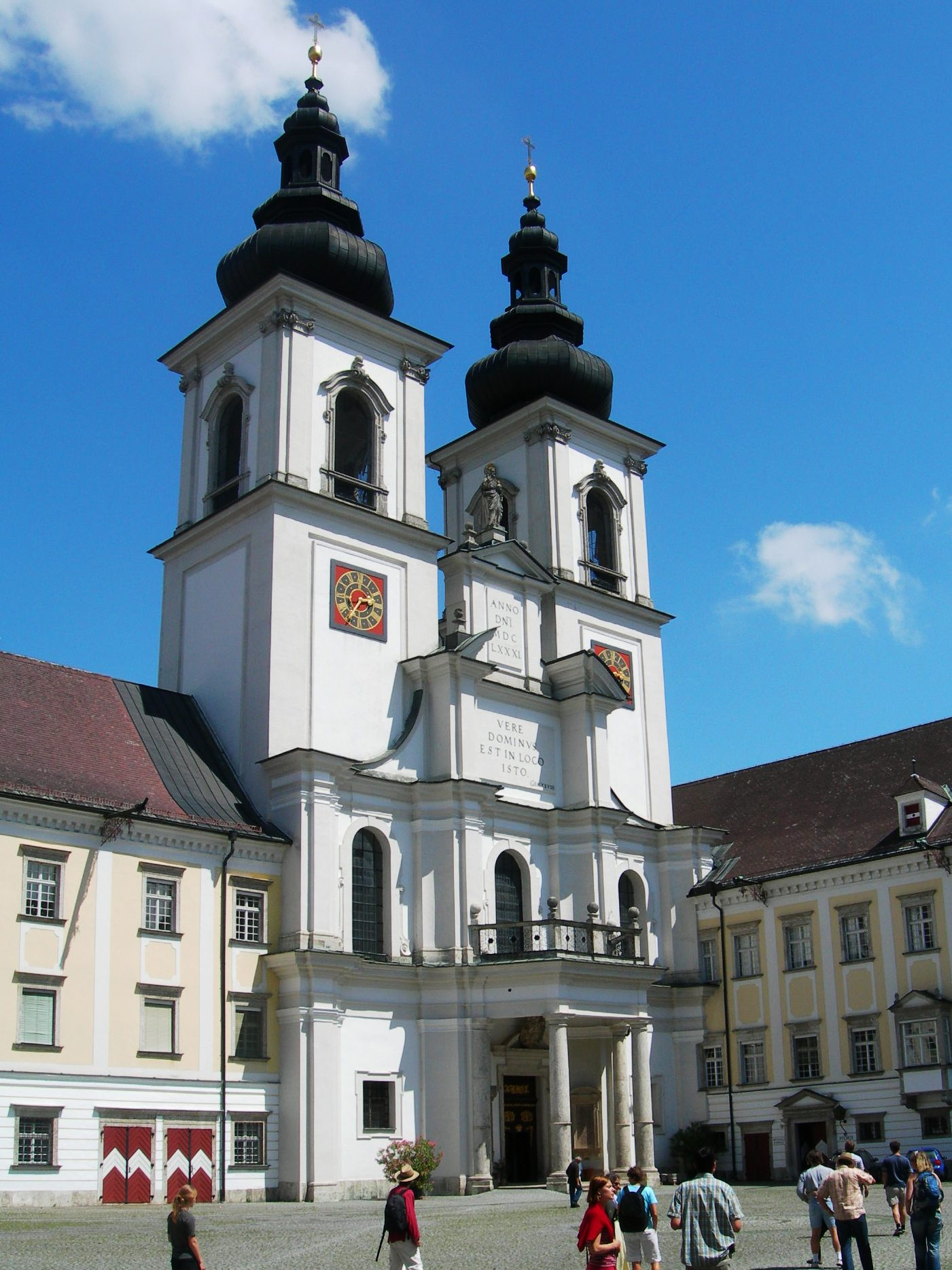
Фасад главной церкви

При нем же частная монастырская школа стала общедоступной. Аббат Вольфрадт (1613—1639) способствовал дальнейшему расцвету монастыря так, что стал известен как его третий основатель. При его последователе Плациде Вухауэере (1644—1669) за аббатством окончательно закрепилась слава дома науки и учения.
Среди аббатов XVIII века наиболее высоких достижений добился Александр Фиксмиллнер (1731—1759), который построил большую обсерваторию, улучшил дороги во всех владениях аббатства, а также уделял большое внимание благотворительности. Его племянник Плацид  Фиксмиллнер, назначенный впоследствии директором обсерватории, одним из первых рассчитал орбиту Урана.
Ближе к концу XVIII века из-за религиозной политики императора Иосифа II монастырь был под угрозой закрытия, однако ему удалось устоять. Наибольший урон аббатству был нанесен во время наполеоновских войн. Только к середине XIX века при настоятеле Томасе Миттендорфере он вернул себе былой престиж и материальное обеспечение. Одними из самых известных настоятелей были Целестин Йозеф Гангльбауэр (венский архиепископ с 1881 года, кардинал с 1884 года) (при нём аббатство в 1877 году отпраздновало своё 1100-летие и аббат Леандер Черны, всемирно известный учёный-энтомолог (1905—1929).
В конце Второй Мировой войны 8 мая 1945 года в стенах аббатства словацкое правительство капитулировало перед генералом Уолтоном Уокером, командующим XX полка 3-й армии США.

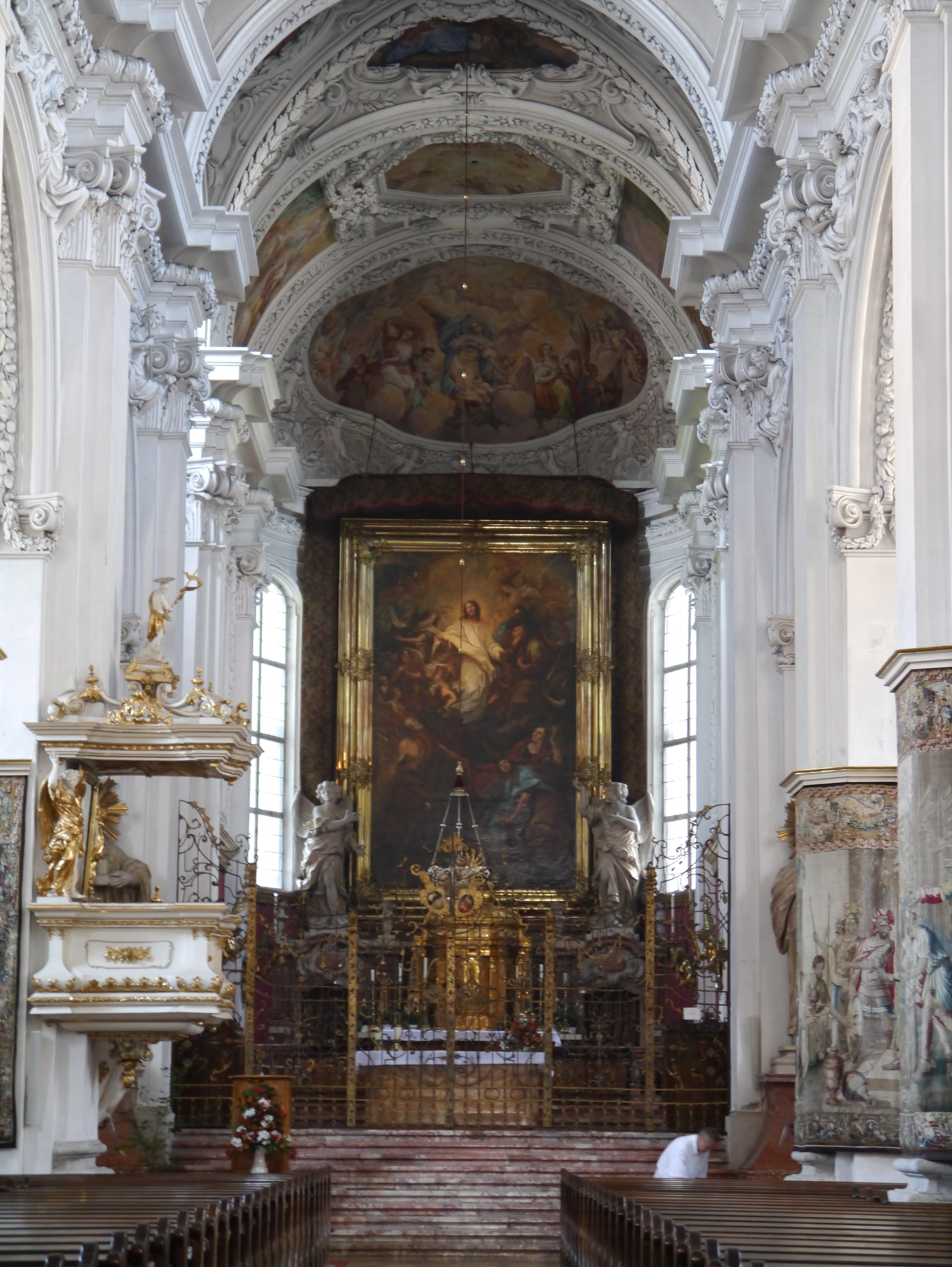
Внутреннее убранство церкви

## Территория
Главная церковь аббатства освящена в честь Христа Спасителя и Святого Агапита. Её строительство было завершено в 1277 году. Изначально спроектированная в позднероманском и раннеготическом стилях, в 1613 году церковь была переделана в стиле барокко. Между 1680 и 1720 года церковь была украшена великолепными барочными орнаментами, исполненными итальянскими архитекторами.  Алтарь был создан в 1712 году Йоханном Андреасом Вольфом. Эта работа заняла у него 12 лет. Внутри церкви также располагается знаменитый кенотаф Могила Гюнтера. Изначально он стоял перед алтарем. Создание датируется приблизительно 1304 годом.

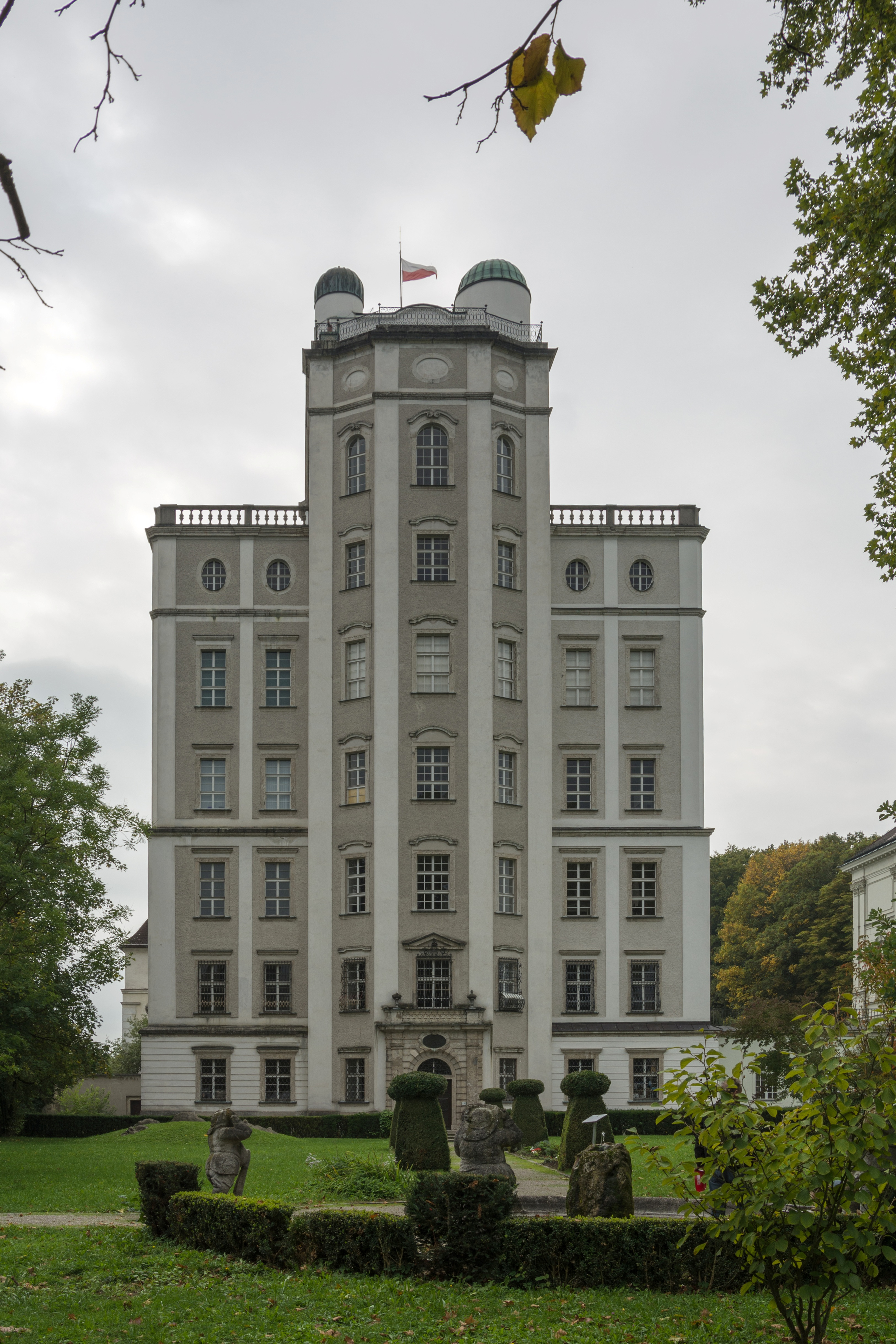
Математическая башня

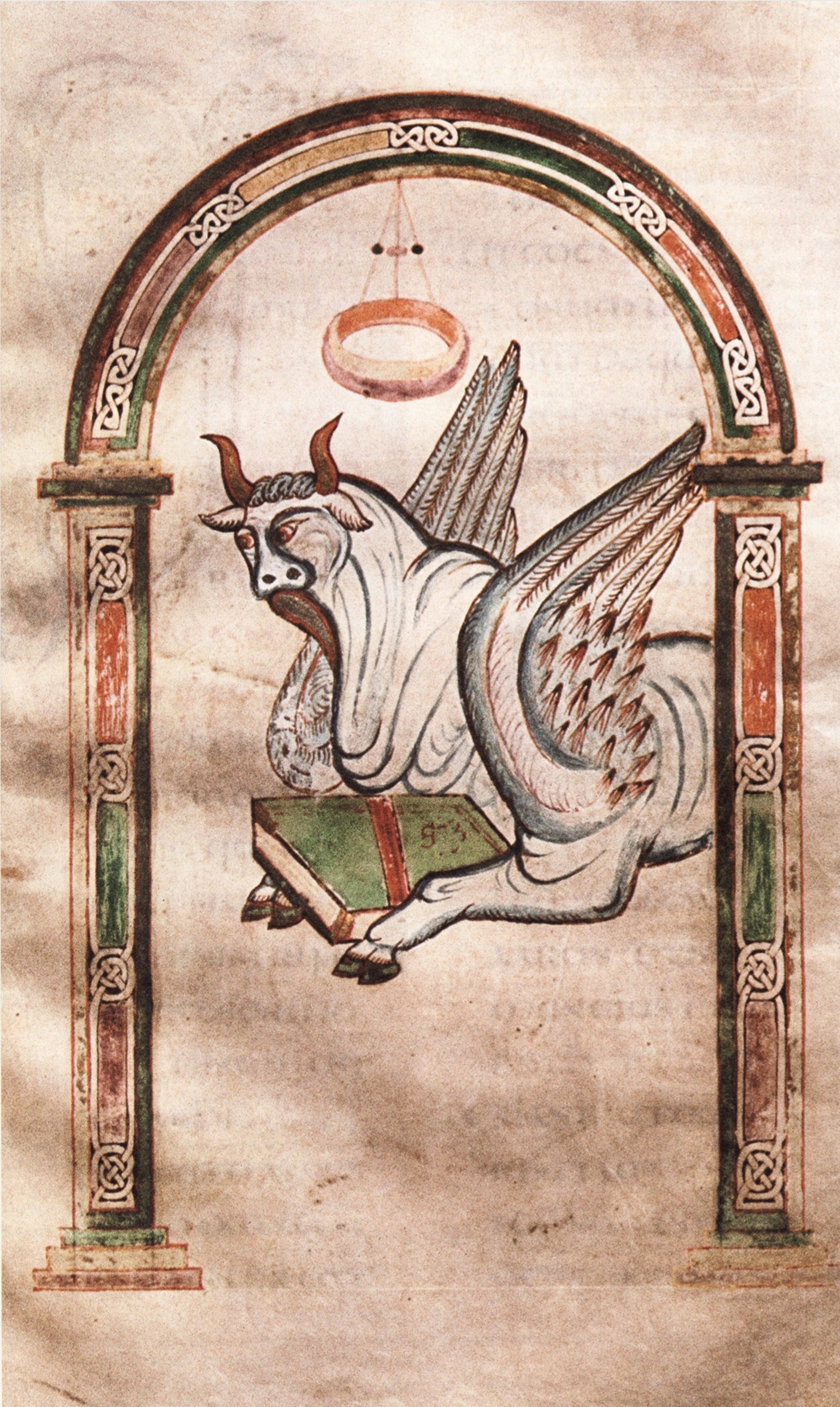
Codex Millenatius

С 1549 года при монастыре работает школа. Среди её воспитанников был известный австрийский поэт Адальберт Штифтер.
В восточном крыле аббатства стоит Математическая башня. Восьмиэтажное здание, высотой 51 метр является домом знаменитой кремсмюстерской обсерватории.
Библиотека аббатства возникла ещё в XI веке и к началу XIV столетия насчитывала свыше 400 рукописных книг. Её новое здание было построено между 1680 и 1689 годами архитектором Карло Антонио Карлоне. На данный момент это одна из самых крупных библиотек Австрии. Её собрание насчитывает около 160 тысяч томов, 1700 манускриптов и приблизительно 2000 инкунабул.

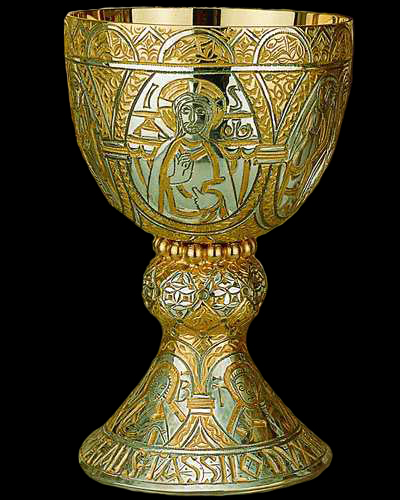
потир Тассилона

## Реликвии
Главным сокровищем библиотеки аббатства является Codex Millenarius — Четвероевангелие, написанное на латыни. Книга датируется 800 годом, местом написания считается аббатство Мондзе в Верхней Австрии. Уникальной эту книгу делают красочные миниатюры. На них изображены четыре апостола и их символы. Они также принадлежат по времени к каролингскому периоду.
Самой известной реликвией монастыря является потир Тассиллона, подаренный монастырю его основателем Тассиллоном III. Медный, обитый серебром кубок был создан между 768 и 788 годами, возможно в Мондзе или в Зальцбурге. Его высота 25,5 см, вес 3 кг, объем 1,75 литров.
И Codex Millenarius, и потир Тассиллона до сих пор используются во время религиозных обрядов.